# La Colle (Film)
La Colle ist eine französische Filmkomödie von Alexandre Castagnetti aus dem Jahr 2017.

## Handlung
Der Film spielt während zweier Stunden Nachsitzens an einem französischen Gymnasium, in denen der Protagonist Benjamin in einer Zeitschleife festsitzt und in dieser Zeitspanne immer wieder dasselbe erlebt. 
Benjamin Marcaillou ist heimlich in seine Mitschülerin Leila verliebt. Er gilt als „Loser“ und fühlt sich von niemand beachtet. Als er eines Abends wieder auf diversen Pornoseiten unterwegs ist, kommt ihm die Idee, das Browserspiel Akinator zu testen, und er wünscht sich, dass er und Leila ein Paar werden. Am nächsten Tag muss er zusammen mit einer Gruppe von Mitschülern, die aus unterschiedlichen Gründen negativ aufgefallen sind, zwei Stunden nachsitzen. Aufsicht führt der unbeliebte Lehrer M. Dugon. Leila, die ebenfalls nachsitzen muss, setzt er neben Benjamin.
Später, als Benjamin von der Toilette zurückkehrt, wird er plötzlich an den Anfang des Nachsitzens zurückgesetzt, kann sich aber noch an alles erinnern. Es stellt sich heraus, dass die Dschinn-Website ihn hereingelegt hatte: Er ist nur physisch mit Laila zusammen, und wenn er sich länger als 3 Minuten von ihr entfernt, fängt die Zeitschleife erneut an. Benjamin findet auch heraus, dass er Gegenstände aus der letzten Zeitschleife in die neue mitnehmen kann. Er benutzt dieses Wissen, um sein Handy hinauszuschmuggeln, um seinen Freund Jean-Edouard anzurufen, um ihn um Hilfe zu bitten. Jean sieht 3 Möglichkeiten: bis zum Ende des Nachsitzens bei ihr bleiben, bei der Website den Wunsch ändern oder mit ihr wirklich zusammenkommen. Die erste Methode funktioniert nicht, und die zweite erweist sich als schwierig: Das Klassenzimmer hat kein Internet, also muss er hinauf in die Bibliothek, das schafft er aber in unter 3 Minuten nicht, also muss er Leila irgendwie mitnehmen.
Irgendwann schafft Benjamin es, Leila zu überreden, und obwohl sich herausstellt, dass der Wunsch ohne Kreditkarte nicht geändert werden kann, findet er etwas anderes heraus: Leila steht auf Comics. Da er in seiner Freizeit gerne Comics zeichnet, fasst er einen Plan, wie er sie für sich gewinnen kann: Er benutzt die Zeitschleife, um all seine bisherigen Erlebnisse in dieser als einen Comic (natürlich mit geänderten Namen) zu schreiben. Obwohl Leila den Comic mag, meint sie, dass er die ganzen Charaktere etwas mehr ausarbeiten solle. Benjamin benutzt die Zeitschleife also erneut, um mehr über die anderen zu lernen. Sein Plan funktioniert: Durch den finalen Comic, den Benjamin La Colle (= Nachsitzen) nennt, und eine Rede, wo er allen sagt, sie sollen sich nicht hinter ihren Rüstungen verstecken und zeigen, wie toll sie tatsächlich sind, gewinnt er Leila für sich, was die Zeitschleife endlich löst. Die letzte Szene des Films zeigt den nächsten Montagmorgen, wo Benjamin und Leila ein Paar sind.

## Produktion und Veröffentlichung
Drehorte waren das Collège Saint-Michel in Brüssel und das Lycée Royal in Braine-l’Alleud. Die Musik komponierte der Regisseur Alexandre Castagnetti in Zusammenarbeit mit Clément Marchand. 
Beide hatten bereits für die Filmkomödie  L’incruste gemeinsam die Filmmusik geschrieben.
Vorpremiere war am 18. Juni 2017 auf dem Champs-Elysées-Filmfestival. Der Film kam am 19. Juli 2017 in die französischen Kinos. Eine DVD folgte am 18. November 2017.

## Kritik
Die Reaktionen der französischen Filmkritik auf „La Colle“ fielen gemischt aus. Übereinstimmend wird auf die Neuinterpretation von The Breakfast Club (1985) von  John Hughes oder Harold Ramis’ Kultfilm Und täglich grüßt das Murmeltier hingewiesen, die Leistungen der Darsteller werden durchweg gelobt. 
Mickaël Lanoye von „Critique Film“ schreibt, der Film reihe sich ohne weiteres in die französischen „Schulkomödien“ ein und erfreue den Zuschauer durch seine Frische, seine Originalität und seine Witze, die in der Regel gut funktionierten, und lobt vor allem die Performance der beiden Komödianten Fred Tousch und Thomas Vandenberghe.
Titouan Gourlin, der Kritiker von Le Figaro, schreibt zu Castagnettis Neuinterpretation, die Personen seien als Karikaturen angelegt, und ein nicht gemeistertes Szenario beeinträchtige eine makellose Darstellung, Gründe genug, warum der Film es verdiene, durchzufallen. Aber auch er lobt die brillante Leistung Vandenberghes, seinetwegen allein lohne es, den Film zu sehen.